# Problema de Fagnano

Triângulo órtico:
Triângulos inscritos:

Em geometria, o problema de Fagnano é um problema de otimização que foi primeiramente estabelecido por Giovanni Fagnano em 1775:
Para um triângulo agudo dado determinar o triângulo inscrito de perímetro mínimo.
O triângulo órtico, com vértices nos pontos base de altitudes de um triângulo dado, tem o menor perímetro de todos os triângulos inscritos em um triângulo agudo, portanto, é a solução do problema de Fagnano. A demonstração original de Fagnano usou métodos de cálculo e um resultado intermediário obtido por seu pai, Giulio Carlo de' Toschi di Fagnano. 